# Pealerina
Pealerina es un género de foraminífero bentónico de la subfamilia Polymorphininae, de la familia Polymorphinidae, de la superfamilia Polymorphinoidea, del suborden Lagenina y del orden Lagenida. Su especie-tipo es Ellisina spatula. Su rango cronoestratigráfico abarca el Bathoniense (Jurásico medio).

## Discusión
Clasificaciones previas incluían Pealerina en la superfamilia Nodosarioidea.

## Clasificación
Pealerina incluye a la siguiente especie:
- Pealerina spatula †